# Albert Setola
Albert Setola (Vlissingen, 20 januari 1916 - Brugge, 21 februari 1981) was een Belgisch beeldend kunstenaar en schrijver.

## Levensloop
Setola volgde in 1934 tekenles bij prof. Heuser aan de Staatliche Kunstakademie van Düsseldorf.
Hij vestigde zich als zelfstandige in Brugge met de brede waaier van activiteiten als schilder, graficus, illustrator, publicitair ontwerper, beeldhouwer, decorontwerper en schrijver. In 1949 werd hij leraar aan de Brugse Kunstacademie.
Setola was de ontwerper van veel gelegenheidsdrukwerk, ex libris, talrijke affiches, boekomslagen en -illustraties.

## Literair werk
- De Dijker van Termuiden, roman, 1946.
- De Pottenlikker, kinderboek, 1947.
- Felicia, toneelstuk, 1963.
- Talrijke bijdragen in het Tijdschrift Vlaanderen.

## Verenigingen
Albert Setola was medestichter van:
- De Korre, keldertheater in Brugge,
- Vlaams Verbond van grafische ontwerpers,
- Christelijk Vlaams Kunstenaarsverbond (CVKV),
- Kunsttijdschrift Vlaanderen, met lay-out en omslag door hem verzorgd.

## Prijzen
- Laureaat affichewedstrijd 'Festival van de Kust', 1948.
- Laureaat affichewedstrijd Prijs van de VN, 1948.
- Eerste prijs nationale beeldhouwwedstrijd 'Pro Arte Christiana' met het beeld 'Familie', Wereldtentoonstelling Brussel, 1958.